# Сарата
Сарата (на украински: Сарата) е селище от градски тип в Одеска област, Южна Украйна с население 5200 души (2001).
Името на румънски означава „солена“ и е взето от реката, която минава през града.
Градът е основан през 1822 година от немски колонисти. Голяма част от него е заобиколена от плодородни полета и изоставени военни бази.
Много от местните жители имат собствени стопанства, в които отглеждат животни. Местното общество празнува много тържества, особено през пролетта и лятото.